# Aerodrome (festival)
Aerodrome byl český multižánrový hudební festival konající se od roku 2013 v Praze či na letišti v Panenském Týnci. První čtyři ročníky byly jednodenní, pátý ročník třídenní. Vystupovala na něm řada populárních kapel jako Linkin Park, Lana Del Rey, Wiz Khalifa či Macklemore.